# The Illest Vol. 1
The Illest Vol. 1 è il primo mixtape del rapper italiano Mostro, pubblicato il 15 giugno 2015 dalla Honiro Label.

## Tracce
1. Tre metri sotto terra – 3:54
2. Brutalità, terrore e violenza – 3:15
3. Guarda e impara – 3:22
4. Lo giuro solennemente – 2:05
5. Ispirazione (feat. Lowlow & Vegas Jones) – 4:28
6. Poco prima dello schianto – 4:00
7. L'ottava meraviglia del mondo – 3:28
8. Trema la terra – 3:20
9. Solamente unico (feat. Briga) – 4:32
10. Il meglio del peggio – 3:20
11. Sento – 2:49